# Histoire militaire de la Nouvelle-Zélande pendant la Première Guerre mondiale

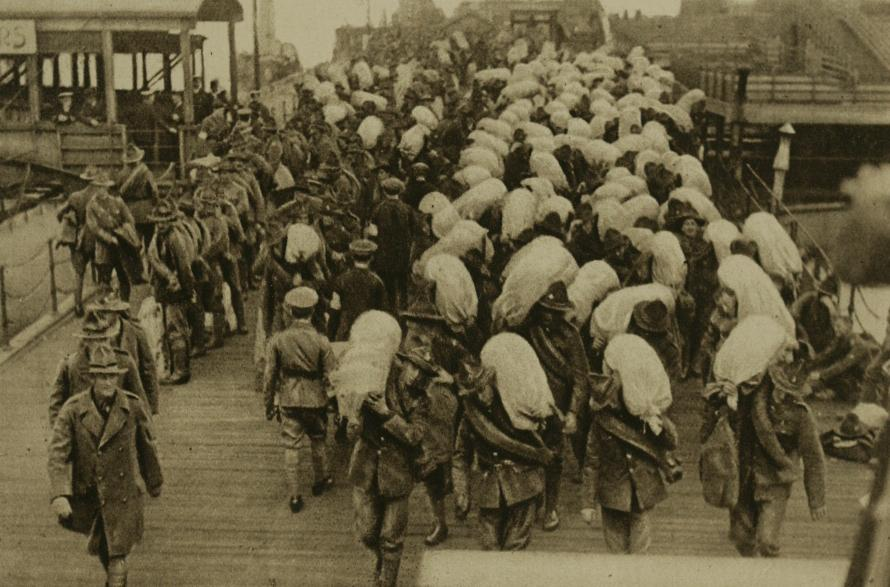
Des troupes néo-zélandaises débarquant dans un port français en 1918.

L'histoire militaire de la Nouvelle-Zélande pendant la Première Guerre mondiale débute en août 1914 lorsque le Royaume-Uni déclare la guerre à l'Allemagne au début du conflit. Le gouvernement néo-zélandais s'y conforme sans hésitation, malgré son isolement géographique et sa faible population. Il est alors compris que toute déclaration de guerre du Royaume-Uni incluait automatiquement la Nouvelle-Zélande : le gouverneur Arthur Foljambe annonce alors, depuis le Parlement du Royaume-Uni, que la Nouvelle-Zélande est en guerre avec l'Allemagne le 5 août 1914.
Le nombre total de soldats et d'infirmières néo-zélandais ayant servi outre-mer entre 1914 et 1918, hors forces britanniques et autres dominions, s'élève à 100 471, pour une population d'un peu plus d'un million d'habitants. Quarante-deux pour cent des hommes en âge de porter les armes servent dans le Corps expéditionnaire néo-zélandais, combattant lors de la bataille des Dardanelles (Gallipoli) et sur le front de l'Ouest. 16 697 Néo-Zélandais sont tués et 41 317 blessés pendant la guerre, soit un taux de pertes de 58 %. Environ un millier d'hommes supplémentaires meurt dans les cinq années qui suivent la fin de la guerre, des suites de blessures subies, et 507 autres trouvent la mort lors de leur entraînement en Nouvelle-Zélande entre 1914 et 1918.
La Première Guerre mondiale voit des soldats maoris servir pour la première fois dans un conflit majeur avec l'armée néo-zélandaise (bien que certains aient combattu lors de la Seconde guerre des Boers, les recruteurs néo-zélandais ayant choisi d'ignorer la politique militaire britannique de l'époque interdisant l'entrée des soldats « autochtones »). Un contingent participe à la bataille des Dardanelles, puis sert avec distinction sur le front de l'Ouest au sein du bataillon de pionniers maoris de Nouvelle-Zélande (en). Au total, 2 227 Maoris et 500 Océaniens, dont 150 Niuéens, servirent dans les forces néo-zélandaises,.